# بنك أوغندا
بنك أوغندا هو البنك المركزي في أوغندا. تأسس البنك عام 1966 بموجب قانون برلماني، وهو مملوك بالكامل من قبل الحكومة في أوغندا ولكنه ليس دائرة حكومية.

## التنظيم والحكم
مجلس إدارة بنك أوغندا هو الهيئة العليا لصنع السياسات في البنك. ويرأسها المحافظ أو في حالة غيابه، نائب المحافظ
يتم تحديد واجبات وصلاحيات المجلس بموجب قانون بنك أوغندا. هذا القانون يجعل مجلس الإدارة مسؤولاً عن الإدارة العامة لشئون البنك. يقوم مجلس الإدارة بصياغة السياسة ويضمن تنفيذ أي شيء مطلوب من قبل البنك بموجب النظام الأساسي وأي شيء آخر داخل أو غير مباشر لعمل البنك.
يعين رئيس أوغندا كل من المحافظ ونائب المحافظ، بناءً على استشارة مجلس الوزراء، لمدة خمس سنوات قابلة للتجديد. يتم تعيين أعضاء آخرين في مجلس الإدارة (لا يقل عن أربعة وليس أكثر من ستة) من قبل وزير المالية لمدة ثلاث سنوات قابلة للتجديد. سكرتير الخزانة عضو بحكم منصبه في المجلس.
المحافظ هو إيمانويل توموسيمي موتيبيلي ونائب المحافظ لويس كاسكيندي. اعتبارًا من يونيو 2019، كان البنك يستخدم 1066 شخصًا.

## مراكز العملة
يحتفظ البنك المركزي بفروع ومراكز للعملة في مواقع مختلفة في جميع أنحاء البلاد، والغرض منه هو تخزين ومعالجة ومراقبة عرض العملة للحكومة والمؤسسات المالية الخاصة في المدن والبلدات والقرى المحيطة بها.
1. مركز أروا للعملة - أروا
2. مركز فورت بورت للعملة - فورت بورتال
3. مركز أروا للعملة جولو - جولو
4. جينجا مركز جينجا للعملة - جينجا
5. مركز العملة كابالي - كابالي[3]
6. مركز كمبالا للعملة - كمبالا
7. مركز ماساكا للعملة - ماساكا
8. مركز العملة مبالي - مبالي
9. مركز مبارارا للعملة - مبارا

## روابط خارجية
- موقع بنك أوغندا
- وزارة المالية الأوغندية
- تقارير الاستقرار المالي السنوية لبنك أوغندا
- حقيبة مختلطة من النجوم المصرفية